# Monte Malachin
Monte Malachin este o arie protejată (arie specială de conservare — SAC, sit de importanță comunitară — SCI) din Italia întinsă pe o suprafață de 169 ha, integral pe uscat.

## Localizare
Centrul sitului Monte Malachin este situat la coordonatele 46°16′40″N 11°07′11″E / 46.277778°N 11.119722°E.

## Înființare
Situl Monte Malachin a fost declarat sit de importanță comunitară în iunie 1995 pentru a proteja 3 specii de plante și 7 specii de animale. Situl a fost protejat și ca arie specială de conservare în martie 2014.

## Biodiversitate
Situată în ecoregiunea alpină, aria protejată conține 10 habitate naturale: Pante stâncoase calcaroase cu vegetație casmofită, Păduri pe pante, grohotișuri și ravene de Tilio-Acerion, Pajiști uscate seminaturale și facies de acoperire cu tufișuri pe substraturi calcaroase (Festuco-Brometalia) (* situri importante pentru orhidee), Grohotișuri termofile și vest-mediteraneene, Păduri de fag Asperulo-Fagetum, Pajiști alpine și subalpine calcaroase, Lespezi calcaroase, Grohotișuri calcaroase și de șisturi calcaroase de la nivelul montan până la nivelul alpin (Thlaspietea rotundifolii), Pajiști carstice calcaroase sau bazofile, de Alysso-Sedion albi, Păduri ilirice de Fagus sylvatica (Aremonio-Fagion).
La baza desemnării sitului se află mai multe specii protejate:
- plante (3): papucul doamnei (Cypripedium calceolus), Dracocephalum austriacum, Saxifraga tombeanensis
- păsări (7): uliu porumbar (Accipiter gentilis), minunița (Aegolius funereus), acvilă de munte (Aquila chrysaetos), ciocănitoare neagră (Dryocopus martius), șoim călător (Falco peregrinus), Lyrurus tetrix tetrix, alunar (Nucifraga caryocatactes)

Pe lângă speciile protejate, pe teritoriul sitului au mai fost identificate 28 de specii de plante, 1 specie de păsări, 4 specii de mamifere.